# Hipposideros dyacorum
Hipposideros dyacorum is een zoogdier uit de familie van de bladneusvleermuizen van de Oude Wereld (Hipposideridae). De wetenschappelijke naam van de soort werd voor het eerst geldig gepubliceerd door Thomas in 1902.